# Histoire de la fantasy

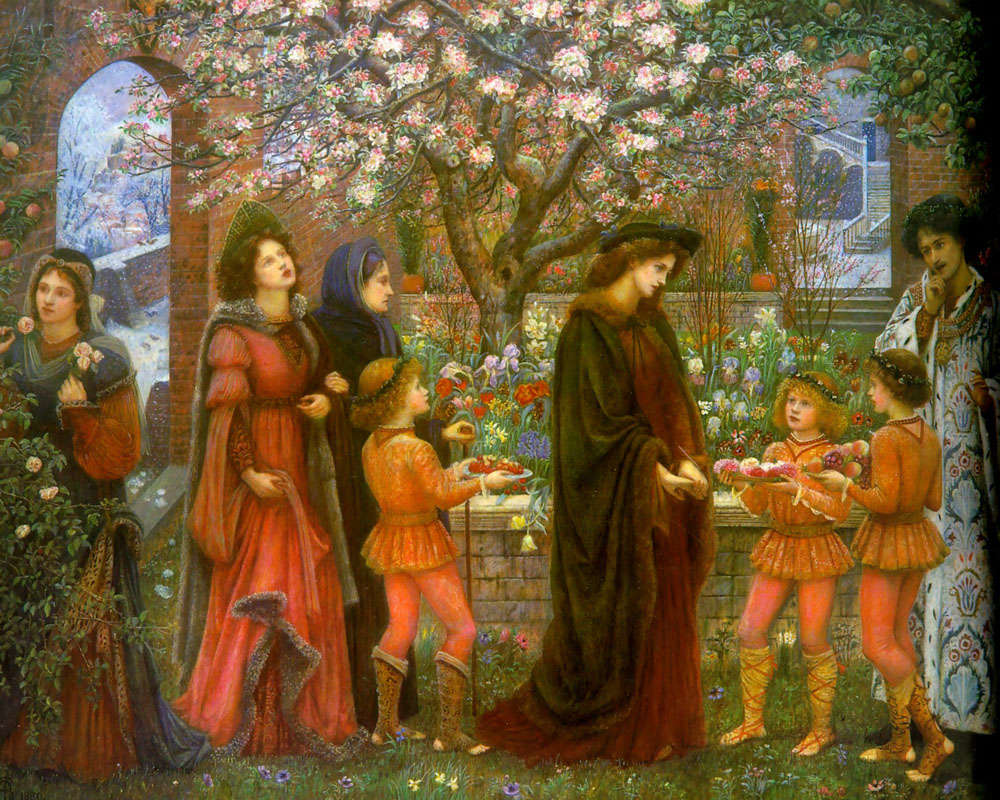
Le Jardin enchanté de messer Ansaldo. Ce récit du Décaméron fait partie des origines de la fantasy.

Si la fantasy en tant que genre, au sens moderne du terme, n'est apparue qu'au cours des derniers siècles, elle trouve ses origines bien au-delà : l'épopée, le surnaturel et le merveilleux ont participé à la littérature depuis le commencement.
Des récits épiques du Moyen Âge et de la Renaissance, tels que le cycle du Graal, celui de Beowulf ou le Roland Furieux de l'Arioste, ont lentement évolué vers des récits plus ouvertement fantaisistes, très éloignés du contexte historique.
Les récits de Lovecraft (L'Appel de Cthulhu, 1926) et de Robert E. Howard (Kull le Conquérant en 1929, puis la série ayant pour héros Conan le Barbare dès 1932) sont les premiers d'une longue lignée. Ces récits, et plus encore Le Seigneur des anneaux de J. R. R. Tolkien, publié entre 1954 et 1955, ont eu une influence considérable dans ce domaine ; Tolkien posa les fondations de la high fantasy et contribua également en grande partie à faire de la fantasy un genre propre et commercialement viable.

## Différences entre la fantasy et les œuvres merveilleuses et fantastiques antérieures

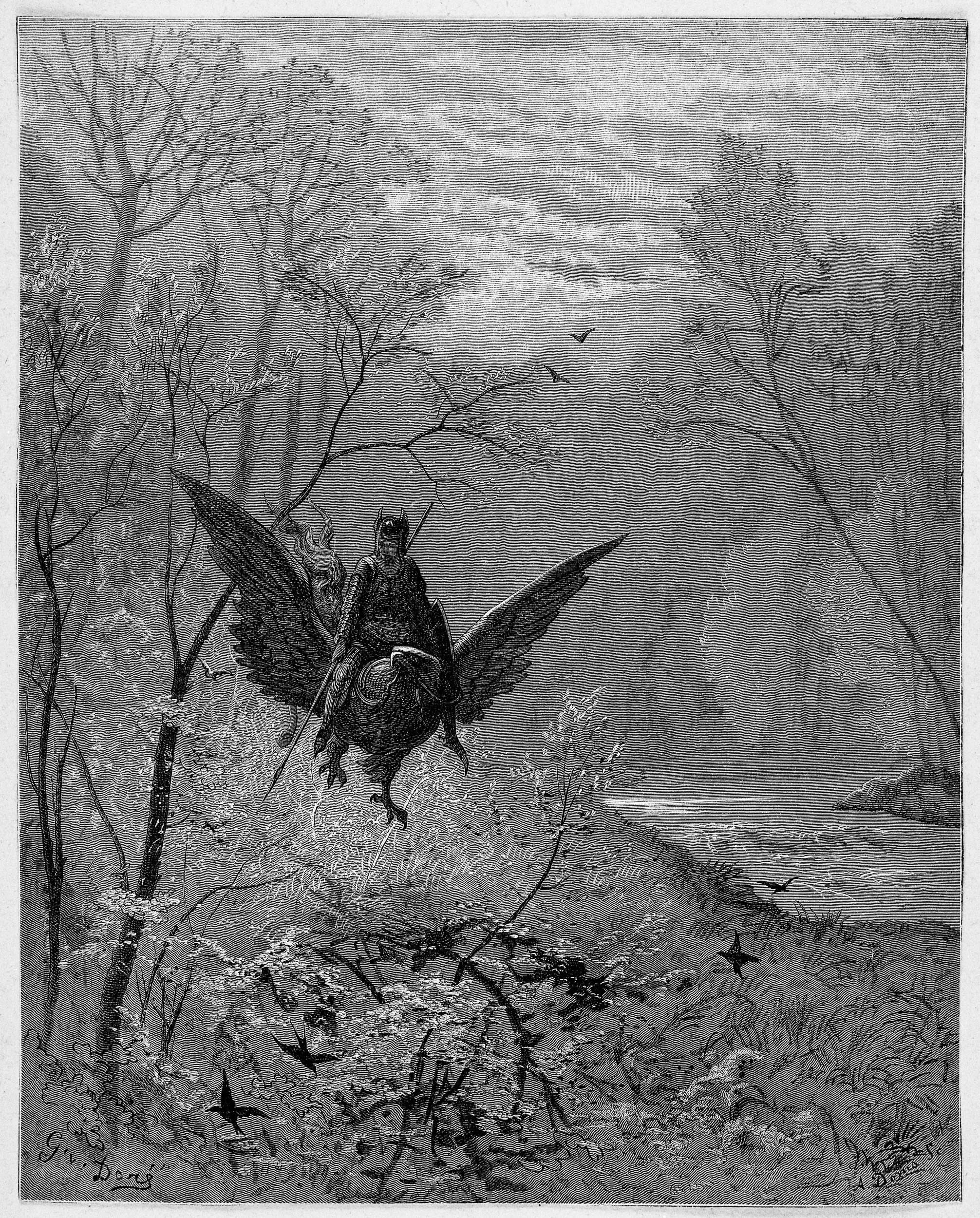
Illustration dOrlando furioso représentant un hippogriffe, créature absente du folklore.

La littérature merveilleuse, c'est-à-dire les mythes, les légendes et les contes de fées, diffère de la fantasy moderne sur trois points :
- La fantasy moderne postule l'existence d'une réalité différente, monde imaginaire distinct de la réalité ou versant caché du nôtre. Les lois de ce monde, de même que sa géographie, son histoire et ainsi de suite, tendent également à être définies avec soin, même si elles ne sont pas ouvertement décrites. Les contes merveilleux prennent généralement place dans le monde réel, dans un passé lointain ou en des lieux inconnus, et décrivent rarement avec précision le cadre du récit. Les récits de « mondes perdus » des XIXe et XXe siècles constituent un équivalent moderne et rationalisé de ces contes.

- La seconde différence est qu'en fantasy, le surnaturel est purement fictif. Dans les contes merveilleux ou les mythes, le degré auquel leur auteur croit au surnaturel peut varier de légendes prises pour argent comptant à des mythes décrivant, en termes simples, une réalité plus complexe, en passant par des récits littéraires tardifs, volontairement fictifs[1].

- Enfin, les mondes de la fantasy moderne sont conçus par un auteur ou un groupe d'auteurs, parfois en reprenant des éléments traditionnels, mais le plus souvent avec un arrangement inédit et une interprétation personnelle[1]. Les contes merveilleux utilisent des mythes et des éléments de folklore familiers, toute différence d'avec la tradition n'étant qu'une simple variation sur un thème donné : ces contes ne se voulaient pas distincts du folklore surnaturel local. La transition de ce mode primitif à l'usage moderne est visible dans les premiers romans gothiques, les histoires de fantômes et les textes du courant romantique : tous emploient de façon extensive des motifs fantastiques traditionnels, mais subordonnés à la vision de l'auteur.

Un exception importante est à souligner : les contes merveilleux classiques issus de la littérature précieuse du XVIIe siècle se rapprochent quant à eux plus de la fantasy que les contes merveilleux issus du folklore populaires, puisqu'ils étaient eux aussi considérés comme purement fictifs et qu'ils étaient créés par leurs autrices.
Il est enfin important de faire la distinction entre le merveilleux et le fantastique, ce dernier correspondant à une transition entre le merveilleux et l'étrange selon la définition de Todorov (Introduction à la littérature fantastique). Le fantastique est un moment d'entre-deux où l'on hésite entre l'explication rationnelle et irrationnelle : la fantasy se différencie ainsi du fantastique par cette absence d'hésitation car les éléments surnaturels y sont considérés comme normaux.
Selon les diverses définitions du genre, les œuvres antérieures à sa définition peuvent être ou non qualifiées d'œuvres de fantasy, mais même la vision la plus restrictive ne peut se passer d'un examen approfondi de l'histoire du merveilleux et du fantastique en littérature pour étudier les origines du genre moderne. Les œuvres classiques contiennent des éléments significatifs sur lesquels se sont basés les auteurs de fantasy moderne.

## Développement de la fantasy

### Le roman de chevalerie

Le Saint-Graal, par Dante Gabriel Rossetti.

Vers le milieu du Moyen Âge, avec les progrès de l'éducation, apparaît une forme de fiction littéraire qui vient s'ajouter aux mythes et légendes plus anciens. L'un des premiers genres de fiction à apparaître est le roman de chevalerie. Il traite tout d'abord de thèmes traditionnels issus du merveilleux chrétien ou du merveilleux païen, notamment les trois grands cycles que sont la Matière de Rome (relatant en fait les exploits d'Alexandre le Grand), la Matière de France (Charlemagne et Roland), et la Matière de Bretagne (le roi Arthur et les chevaliers de la Table ronde). L'un des grands représentants du genre est Chrétien de Troyes qui reprend les légendes du mythe arthurien. Les romans de chevalerie eux-mêmes ne sont pas totalement crus, mais des récits comme Valentin et Orson, Guillaume de Palerme et La Queste del Saint Graal ne sont pas encore totalement indépendants de la croyance.
Le genre conserve sa popularité pendant la Renaissance, mais l'accent est mis sur une fiction plus merveilleuse. Le Morte d'Arthur, écrit en prose par Thomas Malory (v. 1408-1471), est souvent considéré comme la forme canonique de la légende arthurienne dans la littérature anglophone. Après sa publication, les motifs arthuriens sont devenus monnaie courante dans la littérature, bien que le récit mêle en lui-même éléments merveilleux et non-merveilleux. Le Morte d'Arthur et l’Amadis de Gaule espagnol (1508) sont suivis de nombreux imitateurs, et le genre, populaire, produit des chefs-d'œuvre de la poésie de la Renaissance comme l'Orlando furioso de l'Arioste et La Jérusalem délivrée du Tasse. Le récit de l'Arioste, avec ses personnages errants, ses merveilles et ses aventures, a inspiré de nombreux auteurs. La fantasy en tant que genre est clairement née.
Au début du XVIIe siècle, Don Quichotte, satire féroce des conventions du roman de chevalerie, marque la fin du genre, désormais passé de mode. Ils donneront toutefois naissance à une bonne partie de la fantasy moderne, que ce soit de façon directe ou travers les imitations tardives de William Morris.

### Les Lumières

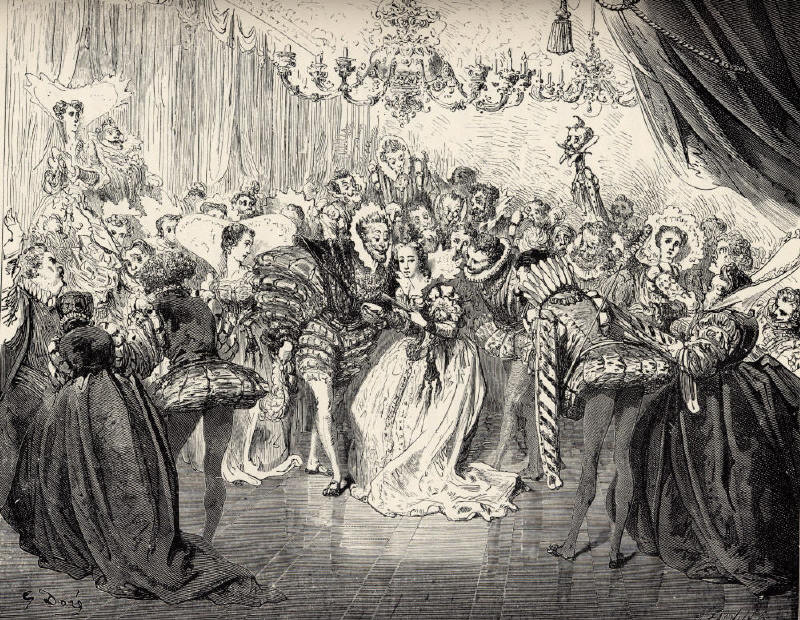
Cendrillon, de Charles Perrault (illustration de Gustave Doré).

Au début de cette période, les contes de fées de Charles Perrault et de Madame d'Aulnoy deviennent très populaires. Ceux de Perrault sont devenus des classiques, qui ont également influencé la fantasy ultérieure. L'expression « contes de fées », inventée par Madame d'Aulnoy, permet de distinguer ces contes de ceux ne contenant aucun élément surnaturel. Pendant la seconde moitié du XVIIIe siècle, le chevalier Charles-Joseph de Mayer compile des contes du XVIIe siècle et les rassemble dans une publication monumentale, Le Cabinet des fées, qui paraît à Amsterdam entre 1785 et 1789 et compte plus de 40 volumes. Mayer y accorde une place de choix à Charles Perrault.
Toutefois, cette période est de manière générale hostile à la fantasy. Des écrivains comme Daniel Defoe, Samuel Richardson ou Henry Fielding se placent dans un contexte résolument réaliste, et de nombreux ouvrages réalistes critiquent ouvertement les éléments fantastiques dans la fiction. Hormis quelques histoires de sorcières ou de fantômes, le XVIIIe siècle est une période stérile pour la fantasy.
Le roman 1772 Le Diable amoureux par Jacques Cazotte, a été décrit par le critique littéraire Pierre-Georges Castex comme le premier roman fantastique moderne.

### Le romantisme

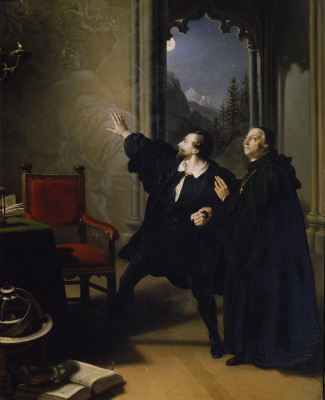
Manfred, de Lord Byron.

En réaction au culte de la Raison des Lumières, les romantiques prisent fortement la surnaturel, la tradition et l'imagination, ainsi que la période durant laquelle ces éléments sont censés avoir dominé : le Moyen Âge. Ils font des emprunts fréquents au merveilleux traditionnel, invoquant les romans de chevalerie pour justifier leurs œuvres, afin de s'opposer à la pression réaliste des Lumières. Leurs récits ne sont pas toujours purement merveilleux, parfois seulement improbables, mais cette justification est également utilisée pour la fantasy.
L'un des premiers résultats littéraires de cette fascination est le roman gothique, un genre né en Grande-Bretagne avec Le Château d'Otrante d'Horace Walpole (1764). Il a été considéré par les premiers critiques de fantasy américains comme l'ancêtre de la fantasy moderne comme de la littérature d'horreur, et il a surtout donné naissance à l'usage de « gothique » pour désigner toutes choses sombres et horrifiantes. Les éléments caractéristiques des romans gothiques sont le surnaturel et la terreur, avec des châteaux hantés, des malédictions, dans une atmosphère sombre et onirique. Le roman gothique permet le surnaturel, sans toutefois l'obliger : il entre ainsi très souvent dans la catégorie du fantastique. Le genre navigue ainsi entre fantasy et réalisme, mais quelques-unes de ses caractéristiques, notamment les demeures anciennes chargées de légende possédées par la noblesse, ont été incorporées dans la fantasy moderne.
Un élément capital du développement du genre est l'usage, par les écrivains gothiques, des techniques romanesques, telles que les utilise par exemple Defoe, au détriment du style littéraire du roman de chevalerie ; de même que l'usage des descriptions afin de définir l'humeur des personnages. D'un autre côté, le roman gothique retient la pure fantasy. Le Château d'Otrante est présenté par Walpole comme une simple traduction, moyen pour lui de se distancier des éléments fantastiques qu'il contient.
Un roman anglais qui contient des éléments à la fois du roman gothique et le
fantaisie roman (dérivé du Les Mille et Une Nuits) est Vathek de William Thomas Beckford.
En France, les principaux écrivains du merveilleux et du fantastique du dix-neuvième siècle étaient 
Charles Nodier, avec Smarra (1821) et Trilby (1822), et Théophile Gautier dans
des histoires comme "Omphale" (1834) et "L'un des Nuits de Cléopâtre" (1838),
et le roman plus tard Spirite (1866) 

## La fantasy classique
La fantasy classique s'enracine dans les populaires récits de voyage fictifs du XVIIIe siècle, influencés par et influençant d'autres formes de fiction spéculative, avant d'éclore au XIXe siècle et d'acquérir le statut de genre à part entière.

### Débuts

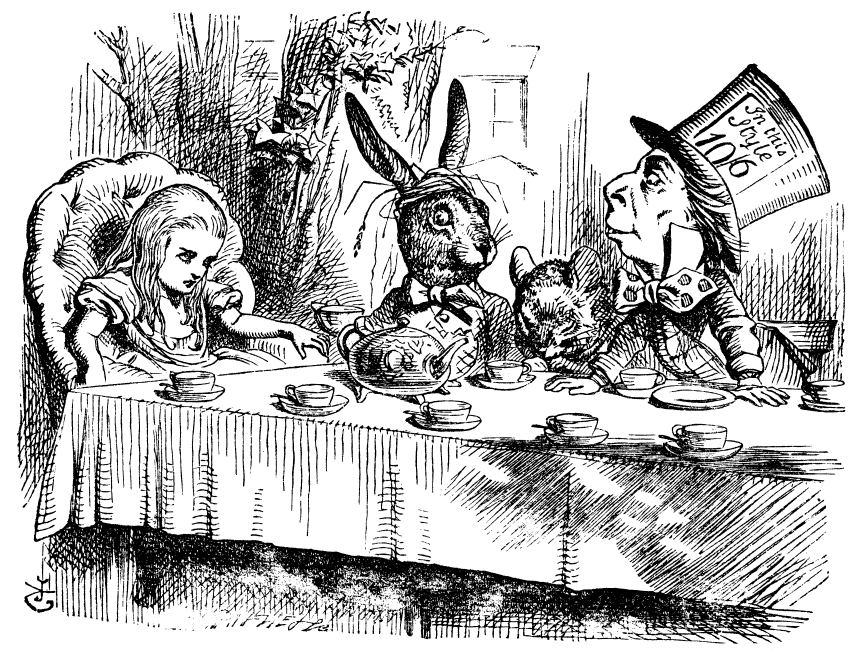
Alice au pays des merveilles, de Lewis Carroll (illustration de John Tenniel).

Au début de l'ère victorienne, des éléments fantastiques continuent à apparaître dans de nombreux récits, mais on leur porte de moins en moins foi. En 1798, Samuel Taylor Coleridge publie son poème La Complainte du vieux marin et en théorise la construction dans le Biographia literaria publié en 1817 avec la notion de « foi poétique » : « le but étant de puiser au fond de notre nature intime une humanité aussi bien qu’une vraisemblance que nous transférerions à ces créatures de l’imagination ».
Dans Un chant de Noël, Charles Dickens utilise les techniques du roman pour rendre son histoire de fantôme crédible. Scrooge doute tout d'abord de leur existence, estimant qu'ils sont un produit de son imagination, une explication qui n'est jamais vraiment réfutée.
Le conte de fées littéraire, initié par Giovanni Francesco Straparola et Giambattista Basile et développé par Charles Perrault et les Précieuses, est poursuivi par des auteurs comme William Makepeace Thackeray, dont le The Rose and the Ring présente toutefois des éléments parodiques, et Hans Christian Andersen, dont les contes originaux et sérieux ouvrent une nouvelle voie dans le genre. En 1841, John Ruskin écrit The King of the Golden River, un conte de fées dont les personnages sont plus développés qu'à l'accoutumée.
La fantasy moderne commence véritablement à prendre forme à la fin du XIXe siècle. Elle débute avec l'Écossais George MacDonald, auteur des romans The Princess and the Goblin et Phantast. Ce dernier est généralement considéré comme le premier roman de fantasy écrit à destination des adultes. MacDonald influence fortement les auteurs ultérieurs, comme C. S. Lewis et J. R. R. Tolkien.

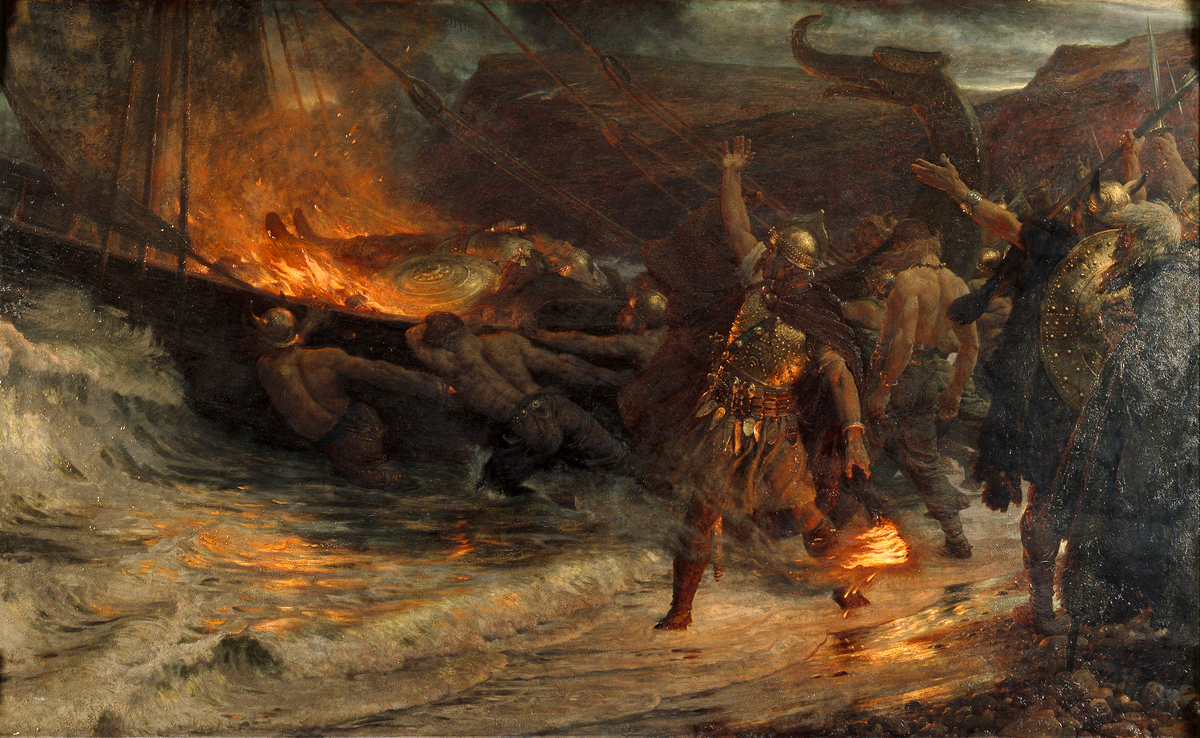
The Funeral of a Viking, par Frank Bernard Dicksee.

L'autre auteur majeur de cette période est William Morris, un socialiste admirateur du Moyen Âge, poète, dessinateur et auteur de plusieurs romans merveilleux durant la seconde moitié du XIXe siècle, dont le plus fameux est The Well at the World's End. Il est profondément inspiré par les récits et sagas médiévaux, et archaïse délibérément son style pour s'en rapprocher. Morris est également le premier à baser ses récits dans un véritable monde imaginaire, là où les autres auteurs se contentent encore de parler de pays inconnus ou de rêves.
Ces mondes imaginaires relèvent d'un mouvement général vers des mondes plus cohérents et substantiels. Jusqu'alors, les récits étaient centrés autour d'un unique individu, et si le monde autour de lui existe clairement, afin de donner de la profondeur aux aventures que vit le héros, il devient ultérieurement plus développé : le héros est désormais au contact d'un réseau social, et ses actions visent à sauver le monde. Dans Phantastes, par exemple, MacDonald utilise une figure de mentor pour expliquer au héros que les lois morales du monde dans lequel il va entrer sont les mêmes que dans celui dont il vient, ce qui donne du poids à ses actions dans ce monde, aussi fantastique soit-il.
Des auteurs comme Edgar Allan Poe et Oscar Wilde (Le Portrait de Dorian Gray) ont également contribué au développement de la fantasy avec leurs récits d'horreurs, une branche distincte qui aura une grande influence sur H. P. Lovecraft et la dark fantasy en général.
Malgré l'influence future de MacDonald et la popularité de Morris, ce n'est pas avant le tournant du siècle que la fantasy se popularise, notamment avec Lord Dunsany, qui, comme Morris, écrit des romans de fantasy, mais aussi des nouvelles. Il est particulièrement remarqué pour son style vif et évocateur, qui influence de nombreux auteurs, pas toujours pour le mieux : dans son essai « From Elfland to Poughkeepsie », Ursula K. Le Guin appelle Dunsany le « Premier Terrible Sort qui Attend le Débutant Imprudent en Fantasy », en référence aux jeunes auteurs qui tentent de reproduire le style de Dunsany.
H. Rider Haggard développe les conventions du genre « monde perdu », qui inclut parfois des éléments fantastiques, comme dans Elle ou la source de feu (1887). D'auteurs auteurs, parmi lesquels Edgar Rice Burroughs et Abraham Merritt, reprendront ces conventions.

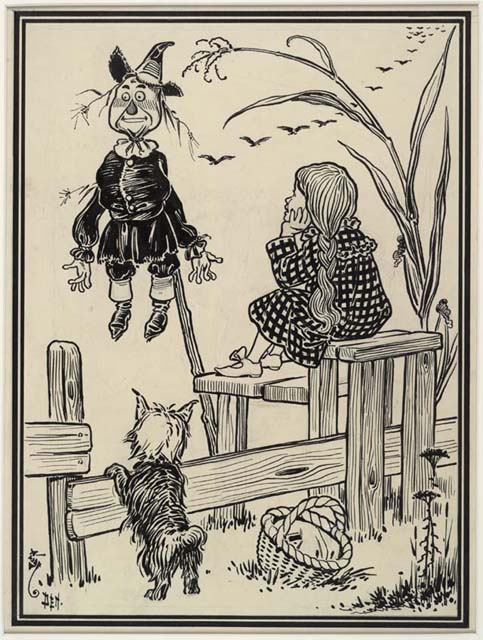
Illustration de la première édition du Magicien d'Oz.

Cette période voit également la publication de plusieurs classiques de la littérature pour enfants, comme Peter Pan et Le Magicien d'Oz. C. S. Lewis note que la fantasy est mieux acceptée dans la littérature pour enfants, et qu'un écrivain intéressé par la fantasy se lance souvent dans ce genre dans l'espoir de trouver un public
Un autre auteur fondateur, E. R. Eddison, écrit vers la fin de cette période. Tout comme William Morris, il s'inspire des sagas nordiques, mais sa prose est modelée sur celle des périodes Tudor et élisabéthaine, et ses histoires sont pleines de personnages vigoureux, souvent d'origine noble, voire royale, vivant des aventures glorieuses. Ses personnages ont parfois été admirés pour leur caractère frappant, mais d'autres leur reprochent leur arrogance et leur insolence, d'autant qu'Eddison les décrit comme participant de la grandeur des personnages. Ainsi, à la fin de The Worm Ouroboros, les héros, trouvant la paix ennuyeuse, en viennent à prier pour le retour de leurs ennemis, afin de pouvoir les affronter de nouveau, sans s'émouvoir des morts que causerait une telle guerre.
L'appellation du genre n'est pas encore fixée. De nombreux récits de cette période sont qualifiés de « contes de fées », parmi lesquels The Happy Hypocrite de Max Beerbohm ou le Phantastes de MacDonald. Le nom « fantasy » n'apparaît que plus tard ; à l'époque du Bilbo le Hobbit de J. R. R. Tolkien, on parle encore de « conte de fées ».

### La fantasy moderne
En 1923 apparaît le premier magazine uniquement consacré à la fantasy, Weird Tales. Il est suivi de nombreux autres, particulièrement The Magazine of Fantasy & Science Fiction. Le format pulp est alors à son apogée, et il joue un rôle déterminant dans la popularisation de la fantasy, ainsi que de la science-fiction (c'est à cette période qu'on commence à amalgamer les deux genres), dans le monde anglo-saxon.
De nombreux auteurs débutent dans ces magazines, parmi lesquels Clark Ashton Smith, Fritz Leiber, Ray Bradbury et surtout H. P. Lovecraft. Fortement influencé par Poe et, à un degré moindre, par Dunsany, Lovecraft est l'un des auteurs les plus influents du XXe siècle, notamment avec son mythe de Cthulhu. Vers la même période apparaît également la sword and sorcery, avec les aventures de Conan le Barbare, par Robert E. Howard, et celles de Fafhrd et le Gris Souricier, par Fritz Leiber, qui devient l'un des genres de fantasy les plus populaires. Les histoires de Leiber, qui, comme Morris et Eddison avant lui, s'inspirent des mythes nordiques, sont particulièrement remarquées pour leur réalisme peu courant à l'époque.
En 1938, la publication de L'Épée dans la pierre de T. H. White est l'un des premiers exemples de fantasy comique. L. Sprague de Camp suit la même voie quelques années plus tard.

### Tolkien

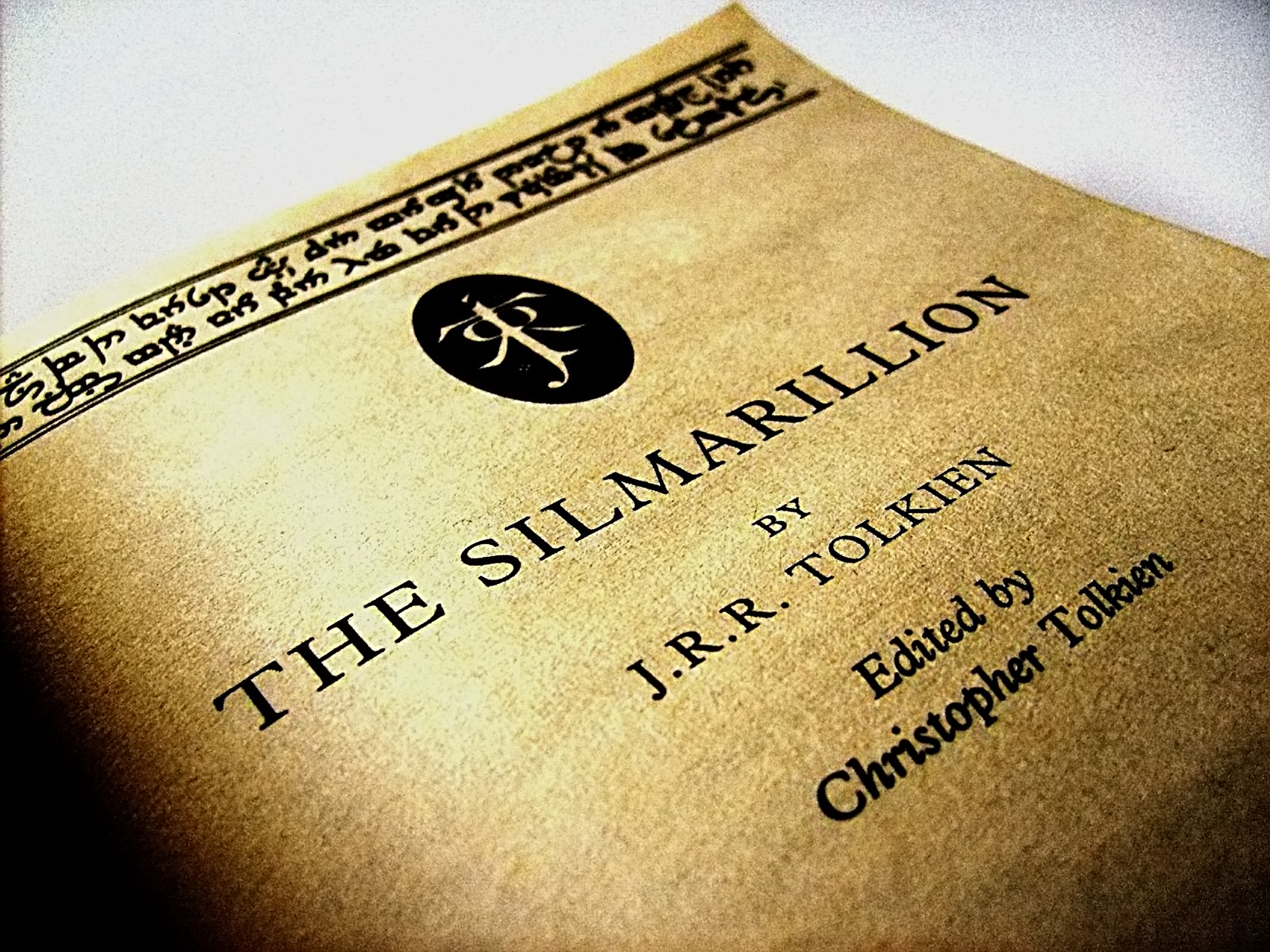
Page de titre du Silmarillion de J. R. R. Tolkien.

Toutefois, c'est la naissance de la high fantasy et, surtout, la popularité de Bilbo le Hobbit et du Seigneur des anneaux qui font de la fantasy un genre à part entière. Si le premier, paru en 1937, est un livre pour enfants, le second, paru dans les années 1950, est une œuvre sérieuse de fantasy épique, d'une grande ampleur. La popularité de Tolkien explose aux États-Unis dans les années 1960, et ses livres se vendent en grand nombre de façon constante. Plusieurs sondages réalisés pour déterminer le plus grand livre du siècle ont vu Le Seigneur des anneaux l'emporter, en dépit de la variété des échantillons sondés.
Il est difficile d'ignorer l'impact du Seigneur des anneaux sur le genre : d'une certaine façon, il a balayé toute la fantasy parue avant lui, et a créé de façon indiscutable la catégorie « fantasy » pour le marketing. De nombreux auteurs se sont engouffrés dans la brèche, puisant dans Le Seigneur des anneaux pour écrire leurs propres livres. L'impact de ses livres, ajouté au succès d'autres séries, comme Le Monde de Narnia de C. S. Lewis ou Le Cycle de Terremer d'Ursula K. Le Guin, a cimenté la popularité du genre et donné naissance à la vague actuelle de fantasy.
L'influence de Tolkien a également apporté un crédit essentiel aux mondes imaginaires, et a entraîné le déclin de procédés comme le rêve visant à expliquer la nature merveilleuse du cadre. Cela ne provient pas uniquement de ses récits, mais aussi de ses opinions de critique : son essai Du conte de fées, dans lequel il forge notamment l'expression « monde secondaire », est un texte fondateur de la critique littéraire de fantasy.

### Après Tolkien
Le succès important des livres de Tolkien incite de nombreux éditeurs à vouloir publier une série susceptible d'attirer de la même façon le public. Pour la première fois, la fantasy est considérée comme un marché profitable, et les romans prennent la place des magazines comme noyau du genre. En 1961, est édité la première nouvelle du Cycle d'Elric : La cité qui rêve. Une saga écrite par Michael Moorcock, l'auteur anglais que, ses fans et ses détracteurs, nomment l'anti-Tolkien.
Ce n'est toutefois qu'en 1977 que la percée s'effectue vraiment, avec L'Épée de Shannara, premier roman de fantasy à apparaître sur la liste des meilleures ventes du New York Times, et premier également à en atteindre la première place. Durant les années suivantes, le genre connaît une expansion importante.
Dans le même temps, de nombreux récits de fantasy paraissent, sans être identifiés en tant que telle, dans des ouvrages pour la jeunesse : c'est le cas de nombreux romans de Roald Dahl (Charlie et la chocolaterie, 1964 ; Le Bon Gros Géant, 1982 ; Sacrées Sorcières, 1983) illustrés par Quentin Blake, ou, dans le domaine des albums pour la jeunesse, des œuvres de Maurice Sendak (Max et les Maximonstres, 1963).
Ces dernières années, la fantasy semble abandonner son caractère de marché de niche. À partir des années 1980, les longues séries de fantasy humoristique de Piers Anthony (Xanth) et Terry Pratchett (Disque-monde) apparaissent fréquemment dans les listes de meilleures ventes. Les romans Harry Potter de J. K. Rowling ont accru le mélange de la fantasy avec la fiction « classique ». Ces succès sont confirmés par la réussite commerciale d'adaptations cinématographiques de romans de fantasy, comme Le Seigneur des anneaux ou Le Lion, la Sorcière blanche et l'Armoire magique.
La fantasy est aujourd'hui divisée en de nombreux sous-genres, des classiques high fantasy et heroic fantasy à la dark fantasy ou à la science fantasy en passant par le réalisme magique ou la fantasy urbaine.